# 佐野哲郎 (新潟県)
佐野 哲郎 （さの てつろう、1962年5月15日 - ）は、日本の地方公務員。新潟県教育長。

## 人物
新潟県新潟市の出身。1981年、新潟県立新潟高等学校を卒業。1986年、京都大学法学部を卒業。新潟県庁に入庁。企画調整部土地利用対策課。総務部国際交流課。総務部知事公室国際交流課。1989年8月、中国黒龍江中医薬大学に派遣。企画調整部企画課。東京事務所。商工労働部商工企画課。旧経済企画庁（出向）。総務部人事課。2003年4月、総務部人事課課人材育成係長。2005年4月、総務部財政課財政調整員。2009年4月、知事政策局政策評価室長。2011年4月1日、新潟市役所（行政経営課長）に出向。2013年4月、知事政策局行政改革推進室長。2015年4月、知事政策局政策監兼政策課長。2017年4月、総括政策監。2019年4月1日、観光局長に就任。2021年4月1日、産業労働部長に就任。2022年4月1日、新潟県教育委員会教育長に就任。2023年1月1日、年頭挨拶。3月28日、上越教育大学と包括連携協定を結ぶ。8月24日、新潟県教育委員会、note始める。11月30日、「にいがた産学官共創コンソーシアム」の包括連携協定を締結。2024年4月15日、全県教育長会議で施策説明:教員の働き方改革推進、いじめ・不登校対策に重点。6月13日、「全国学校給食甲子園」で去年優勝した妙高市の小学校を視察。6月28日、新潟県立国際情報高等学校の「グローバル教育の拠点として再生を検討」。

## 関連書
- 先端教育『新潟県教育長 一人一人を伸ばす教育を推進、大切なのは「学び方を学ぶ」こと』2023年4月[13][14]。
- ぎょうせい『他責から自責文化の自治体職員 第９回「普段着の職責」の殻を突き破ろう【佐野哲郎（新潟県職員）】』2017年2月[15]